# Sean Hill
Sean Ronald Hill, född 14 februari 1970 i Duluth, är en amerikansk före detta professionell ishockeyback som tillbringade 17 säsonger i den nordamerikanska ishockeyligan National Hockey League (NHL), där han spelade för ishockeyorganisationerna Montreal Canadiens, Mighty Ducks of Anaheim, Ottawa Senators, Carolina Hurricanes, St. Louis Blues, Florida Panthers, New York Islanders och Minnesota Wild. Han producerade 298 poäng (62 mål och 236 assists) samt drog på sig 1 008 utvisningsminuter på 876 grundspelsmatcher. Hill spelade också för EHC Biel i Nationalliga A (NLA), Fredericton Canadiens i American Hockey League (AHL) och Wisconsin Badgers (University of Wisconsin–Madison) i National Collegiate Athletic Association (NCAA).
Han draftades av Montreal Canadiens i åttonde rundan i 1988 års draft som 167:e spelaren totalt. Hill var med om att vinna Stanley Cup med dem för säsongen 1992–1993.

## Statistik
| Källa: Utv = Utvisningsminuter | Källa: Utv = Utvisningsminuter                       | Källa: Utv = Utvisningsminuter                       |                                                      | Grundserie                                           | Grundserie                                           | Grundserie                                           | Grundserie                                           | Grundserie                                           |                                                      | Slutspel                                             | Slutspel                                             | Slutspel                                             | Slutspel                                             | Slutspel                                             |
| Säsong                         | Lag                                                  | Liga                                                 | Matcher                                              | Mål                                                  | Assist                                               | Poäng                                                | Utv                                                  | Matcher                                              | Mål                                                  | Assist                                               | Poäng                                                | Utv                                                  |                                                      |                                                      |
| ------------------------------ | ---------------------------------------------------- | ---------------------------------------------------- | ---------------------------------------------------- | ---------------------------------------------------- | ---------------------------------------------------- | ---------------------------------------------------- | ---------------------------------------------------- | ---------------------------------------------------- | ---------------------------------------------------- | ---------------------------------------------------- | ---------------------------------------------------- | ---------------------------------------------------- | ---------------------------------------------------- | ---------------------------------------------------- |
| 1986–1987                      | Lakefield Chiefs                                     | COJCHL                                               | 3                                                    | 1                                                    | 1                                                    | 2                                                    | 14                                                   | —                                                    | —                                                    | —                                                    | —                                                    | —                                                    |                                                      |                                                      |
| 1987–1988                      | Duluth East Greyhounds                               |                                                      | 24                                                   | 10                                                   | 17                                                   | 27                                                   | —                                                    | —                                                    | —                                                    | —                                                    | —                                                    | —                                                    |                                                      |                                                      |
| 1988–1989                      | Wisconsin Badgers                                    | NCAA                                                 | 45                                                   | 2                                                    | 23                                                   | 25                                                   | 69                                                   | —                                                    | —                                                    | —                                                    | —                                                    | —                                                    |                                                      |                                                      |
| 1989–1990                      | Wisconsin Badgers                                    | NCAA                                                 | 42                                                   | 14                                                   | 39                                                   | 53                                                   | 78                                                   | —                                                    | —                                                    | —                                                    | —                                                    | —                                                    |                                                      |                                                      |
| 1990–1991                      | Montreal Canadiens                                   | NHL                                                  | —                                                    | —                                                    | —                                                    | —                                                    | —                                                    | 1                                                    | 0                                                    | 0                                                    | 0                                                    | 0                                                    |                                                      |                                                      |
|                                | Wisconsin Badgers                                    | NCAA                                                 | 37                                                   | 19                                                   | 32                                                   | 51                                                   | 122                                                  | —                                                    | —                                                    | —                                                    | —                                                    | —                                                    |                                                      |                                                      |
|                                | Fredericton Canadiens                                | AHL                                                  | —                                                    | —                                                    | —                                                    | —                                                    | —                                                    | 3                                                    | 0                                                    | 2                                                    | 2                                                    | 2                                                    |                                                      |                                                      |
| 1991–1992                      | Montreal Canadiens                                   | NHL                                                  | —                                                    | —                                                    | —                                                    | —                                                    | —                                                    | 4                                                    | 1                                                    | 0                                                    | 1                                                    | 2                                                    |                                                      |                                                      |
|                                | Fredericton Canadiens                                | AHL                                                  | 42                                                   | 7                                                    | 20                                                   | 27                                                   | 65                                                   | 7                                                    | 1                                                    | 3                                                    | 4                                                    | 6                                                    |                                                      |                                                      |
|                                | USA:s herrlandslag                                   |                                                      | 12                                                   | 4                                                    | 3                                                    | 7                                                    | 16                                                   | —                                                    | —                                                    | —                                                    | —                                                    | —                                                    |                                                      |                                                      |
| 1992–1993                      | Montreal Canadiens                                   | NHL                                                  | 31                                                   | 2                                                    | 6                                                    | 8                                                    | 54                                                   | 3                                                    | 0                                                    | 0                                                    | 0                                                    | 4                                                    |                                                      |                                                      |
|                                | Fredericton Canadiens                                | AHL                                                  | 6                                                    | 1                                                    | 3                                                    | 4                                                    | 10                                                   | —                                                    | —                                                    | —                                                    | —                                                    | —                                                    |                                                      |                                                      |
| 1993–1994                      | Mighty Ducks of Anaheim                              | NHL                                                  | 68                                                   | 7                                                    | 20                                                   | 27                                                   | 78                                                   | —                                                    | —                                                    | —                                                    | —                                                    | —                                                    |                                                      |                                                      |
| 1994–1995                      | Ottawa Senators                                      | NHL                                                  | 45                                                   | 1                                                    | 14                                                   | 15                                                   | 30                                                   | —                                                    | —                                                    | —                                                    | —                                                    | —                                                    |                                                      |                                                      |
| 1995–1996                      | Ottawa Senators                                      | NHL                                                  | 80                                                   | 7                                                    | 14                                                   | 21                                                   | 94                                                   | —                                                    | —                                                    | —                                                    | —                                                    | —                                                    |                                                      |                                                      |
| 1996–1997                      | Ottawa Senators                                      | NHL                                                  | 5                                                    | 0                                                    | 0                                                    | 0                                                    | 4                                                    | —                                                    | —                                                    | —                                                    | —                                                    | —                                                    |                                                      |                                                      |
| 1997–1998                      | Ottawa Senators                                      | NHL                                                  | 13                                                   | 1                                                    | 1                                                    | 2                                                    | 6                                                    | —                                                    | —                                                    | —                                                    | —                                                    | —                                                    |                                                      |                                                      |
|                                | Carolina Hurricanes                                  | NHL                                                  | 42                                                   | 0                                                    | 5                                                    | 5                                                    | 48                                                   | —                                                    | —                                                    | —                                                    | —                                                    | —                                                    |                                                      |                                                      |
| 1998–1999                      | Carolina Hurricanes                                  | NHL                                                  | 54                                                   | 0                                                    | 10                                                   | 10                                                   | 48                                                   | —                                                    | —                                                    | —                                                    | —                                                    | —                                                    |                                                      |                                                      |
| 1999–2000                      | Carolina Hurricanes                                  | NHL                                                  | 62                                                   | 13                                                   | 31                                                   | 44                                                   | 59                                                   | —                                                    | —                                                    | —                                                    | —                                                    | —                                                    |                                                      |                                                      |
| 2000–2001                      | St. Louis Blues                                      | NHL                                                  | 48                                                   | 1                                                    | 10                                                   | 11                                                   | 51                                                   | 15                                                   | 0                                                    | 1                                                    | 1                                                    | 12                                                   |                                                      |                                                      |
| 2001–2002                      | St. Louis Blues                                      | NHL                                                  | 23                                                   | 0                                                    | 3                                                    | 3                                                    | 28                                                   | —                                                    | —                                                    | —                                                    | —                                                    | —                                                    |                                                      |                                                      |
|                                | Carolina Hurricanes                                  | NHL                                                  | 49                                                   | 7                                                    | 23                                                   | 30                                                   | 61                                                   | 23                                                   | 4                                                    | 4                                                    | 8                                                    | 20                                                   |                                                      |                                                      |
| 2002–2003                      | Carolina Hurricanes                                  | NHL                                                  | 82                                                   | 5                                                    | 24                                                   | 29                                                   | 141                                                  | —                                                    | —                                                    | —                                                    | —                                                    | —                                                    |                                                      |                                                      |
| 2003–2004                      | Carolina Hurricanes                                  | NHL                                                  | 80                                                   | 13                                                   | 26                                                   | 39                                                   | 84                                                   | —                                                    | —                                                    | —                                                    | —                                                    | —                                                    |                                                      |                                                      |
| 2004–2005                      | Spelade ej på grund av lockout mellan NHL och NHLPA. | Spelade ej på grund av lockout mellan NHL och NHLPA. | Spelade ej på grund av lockout mellan NHL och NHLPA. | Spelade ej på grund av lockout mellan NHL och NHLPA. | Spelade ej på grund av lockout mellan NHL och NHLPA. | Spelade ej på grund av lockout mellan NHL och NHLPA. | Spelade ej på grund av lockout mellan NHL och NHLPA. | Spelade ej på grund av lockout mellan NHL och NHLPA. | Spelade ej på grund av lockout mellan NHL och NHLPA. | Spelade ej på grund av lockout mellan NHL och NHLPA. | Spelade ej på grund av lockout mellan NHL och NHLPA. | Spelade ej på grund av lockout mellan NHL och NHLPA. | Spelade ej på grund av lockout mellan NHL och NHLPA. | Spelade ej på grund av lockout mellan NHL och NHLPA. |
| 2005–2006                      | Florida Panthers                                     | NHL                                                  | 78                                                   | 2                                                    | 18                                                   | 20                                                   | 80                                                   | —                                                    | —                                                    | —                                                    | —                                                    | —                                                    |                                                      |                                                      |
| 2006–2007                      | New York Islanders                                   | NHL                                                  | 81                                                   | 1                                                    | 24                                                   | 25                                                   | 110                                                  | 4                                                    | 0                                                    | 0                                                    | 0                                                    | 0                                                    |                                                      |                                                      |
| 2007–2008                      | Minnesota Wild                                       | NHL                                                  | 35                                                   | 2                                                    | 7                                                    | 9                                                    | 32                                                   | 5                                                    | 0                                                    | 0                                                    | 0                                                    | 4                                                    |                                                      |                                                      |
| 2008–2009                      | EHC Biel                                             | NLA                                                  | 47                                                   | 3                                                    | 17                                                   | 20                                                   | 112                                                  | —                                                    | —                                                    | —                                                    | —                                                    | —                                                    |                                                      |                                                      |
| NHL totalt                     | NHL totalt                                           | NHL totalt                                           | 876                                                  | 62                                                   | 236                                                  | 298                                                  | 1008                                                 | 55                                                   | 5                                                    | 5                                                    | 10                                                   | 42                                                   |                                                      |                                                      |
| AHL totalt                     | AHL totalt                                           | AHL totalt                                           | 48                                                   | 8                                                    | 23                                                   | 31                                                   | 75                                                   | 10                                                   | 1                                                    | 5                                                    | 6                                                    | 8                                                    |                                                      |                                                      |
| NCAA totalt                    | NCAA totalt                                          | NCAA totalt                                          | 124                                                  | 35                                                   | 94                                                   | 129                                                  | 269                                                  | —                                                    | —                                                    | —                                                    | —                                                    | —                                                    |                                                      |                                                      |

### Internationellt
| Källa:        | Källa:        | Källa:        |         | Utv = Utvisningsminuter | Utv = Utvisningsminuter | Utv = Utvisningsminuter | Utv = Utvisningsminuter | Utv = Utvisningsminuter |
| År            | Lag           | Mästerskap    | Matcher | Mål                     | Assists                 | Poäng                   | Utv                     |                         |
| ------------- | ------------- | ------------- | ------- | ----------------------- | ----------------------- | ----------------------- | ----------------------- | ----------------------- |
| 1990          | USA           | JVM           | 7       | 0                       | 3                       | 3                       | 10                      |                         |
| 1992          | USA           | OS            | 8       | 2                       | 0                       | 2                       | 6                       |                         |
| 1994          | USA           | VM            | 8       | 0                       | 2                       | 2                       | 6                       |                         |
| Junior totalt | Junior totalt | Junior totalt | 7       | 0                       | 3                       | 3                       | 10                      |                         |
| Senior totalt | Senior totalt | Senior totalt | 16      | 2                       | 2                       | 4                       | 12                      |                         |